# Chelonus mediterraneus
Chelonus mediterraneus is een insect dat behoort tot de orde vliesvleugeligen (Hymenoptera) en de familie van de schildwespen (Braconidae). De wetenschappelijke naam van de soort werd voor het eerst geldig gepubliceerd door Schmiedeknecht & Fahringer in 1934.